# Pandanus latistigmaticus
Pandanus latistigmaticus är en enhjärtbladig växtart som beskrevs av Huynh. Pandanus latistigmaticus ingår i släktet Pandanus och familjen Pandanaceae.
Artens utbredningsområde är Madagaskar. Inga underarter finns listade.